# Energetik (Philosophie)
Als Energetik  hat Wilhelm Ostwald eine philosophische Auffassung vertreten, die unter Rückgriff auf die Naturwissenschaften an der Wende zum 20. Jahrhundert einen nicht-materialistischen, nicht-spiritualistischen Monismus beinhaltete. In der Sekundärliteratur findet sich (analog zum Materialismus) auch die Bezeichnung Energetismus. Ostwald beruft sich auf die damals bekannten Gesetzmäßigkeiten zur Energie und ihren Umwandlungen. Im Energetismus werden Materie und Bewusstsein und alle Veränderungs- und Entwicklungsprozesse monistisch auf die Umwandlung von Formen der Energie zurückgeführt. Der von Wilhelm Ostwald propagierte Energetismus entstand als Schlussfolgerung aus eigenen Forschungen, als Reaktion auf die mechanizistisch verstandene Atomhypothese und den Einfluss der Erkenntniskritik von Ernst Mach.
Wilhelm Ostwald verstand den Energetismus als neuen Monismus, weil mit ihm materielle und ideelle Vorgänge wissenschaftlich erklärt werden könnten. Er schrieb: Die einfache und natürliche Aufhebung der alten Schwierigkeiten, welche der Vereinigung der Begriffe Materie und Geist sich entgegenstellen, durch die Unterordnung beider unter den Begriff der Energie erscheint mir als ein Gewinn ….
Nach Wilhelm Ostwalds Überzeugung ist die Auswirkung der Dissipation die Grundlage jeder Ethik. Er schrieb: Hierdurch verlaufen alle Vorgänge auf der Erde in solchem Sinne, dass die freien oder verfügbaren Energiemengen beständig abnehmen. Nur die Einhaltung des „energetischen Imperativs“ „Vergeude keine Energie - verwerte sie!“ könne den zu erwartenden „Wärmetod“ so weit wie möglich hinausschieben. Weil auch der Mensch um die verfügbare Energie kämpfen müsste, unternahm Wilhelm Ostwald zahlreiche Versuche, Energievergeudungen zu benennen und Alternativen zu unterbreiten.
Nach dem Ersten Weltkrieg war der „Energetismus“ in den Standardwerken zur Philosophie kaum mehr präsent.  In jüngerer Zeit greifen Nicholas Georgescu-Roegen, Hermann Scheer und Friedrich Reinhard Schmidt auf Gedanken Ostwalds zurück.